# 撼合纳
撼合纳，《元朝秘史》记作合卜合纳思（Qabqanas），《圣武亲征录》记作撼哈纳思，是曾居住在现今俄罗斯联邦图瓦共和国东部的蒙古系民族。
据《元朝秘史》记载，撼合纳与卫拉特、布里亚特、巴尔虎等部族一样，是术赤征服“林中百姓”征服后归入蒙古帝国的部落之一。《元朝秘史》还提到，从抄真斡儿帖该衍生出了斡罗纳儿、晃豁坛、阿魯剌惕、雪你惕、合卜秃儿合思、格尼格思六个氏族。有观点认为这里的合卜秃儿合思可能就是指合卜合纳思。不过，这六个氏族由抄真斡儿帖该衍生的说法仅见于《元朝秘史》，难以认定为史实。
关于撼合纳的生计，《元史·地理志》有详细记载：
撼合納猶言布囊也，蓋口小腹巨，地形類此，因以為名。在烏斯東，謙河之源所從出也。其境上惟有二山口可出入，山水林樾，險阻為甚，野獸多而畜字少。貧民無恒產者，皆以樺皮作廬帳，以白鹿負其行裝，取鹿乳，採松實，及劚山丹、芍藥等根為食。冬月亦乘木馬出獵。
 — 《元史》卷63志15地理志6「西北地附録」
上述记载可归纳为撼合纳的五大特征：(1)用桦树皮搭建帐篷。(2)以白鹿（驯鹿）驮运物资并取鹿乳。(3)家畜数量稀少。(4)采集山丹等植物的根茎为食。(5)冬季使用“木马”（滑雪板）狩猎。
如今叶尼塞河流域仍居住着以饲养驯鹿、狩猎为生的图瓦人，其生活形态与撼合纳的记载高度吻合，由此推断撼合纳应为现代意义上的驯鹿饲养狩猎族群。
波斯史料《集史》未提及撼合纳（合卜合纳思），但详细记载了“森林兀良合惕”部族的生计方式。该部族的生产生活形态与合卜合纳思极为相似，而 “森林兀良合惕” 这一名称仅见于《集史》，汉文史籍中全无记载。
日本学者宇野伸浩注意到《集史》对“森林兀良合惕” 的描述几乎仅限于生计形态，因此指出：“森林兀良合惕” 并非特指某个部族，而是对具有相同生产方式的诸部族的统称，撼合纳很可能是其中以驯鹿饲养、狩猎为生的部族之一。